# 金刚山青年站
金刚山青年站（：／ Kŭmgangsanch'ŏngnyŏn yŏk */?）是位于朝鮮民主主義人民共和國江原道高城郡的一個鐵路車站，属于金刚山青年线。

## 历史
- 1932年9月16日，外金刚站落成使用。
- 1950年，停止使用。
- 1996年，重新使用，改为现名。

## 邻近车站
金刚山青年线
高城站 - 金刚山青年站 - 三日浦站